# خوان کارلوس (بازیکن فوتبال، زاده ۱۹۶۵)
خوان کارلوس (انگلیسی: Juan Carlos؛ زادهٔ ۱۹ ژانویهٔ ۱۹۶۵) بازیکن فوتبال اهل اسپانیا است.
از باشگاه‌هایی که در آن بازی کرده‌است می‌توان به باشگاه فوتبال اتلتیکو مادرید، باشگاه فوتبال رئال وایادولید، باشگاه فوتبال بارسلونا، و باشگاه فوتبال والنسیا اشاره کرد.
وی همچنین در تیم‌های ملی فوتبال زیر ۲۱ سال اسپانیا و اسپانیا بازی کرده‌است.